# Besso (satrapo)
Besso (in persiano antico *Bayaçā; in greco antico Βήσσος, trasl. Béssos), noto anche con il nome che acquisì assumendo il trono Artaserse V (in persiano antico 𐎠𐎼𐎫𐎧𐏁𐏂𐎠, trasl. Artaxšaçāʰ; in greco Ἀρταξέρξης, trasl. Artaxérxes) (... – Ectabana, 329 a.C.) è stato un militare e funzionario persiano, satrapo di Battriana (l'area tra la catena montuosa dell'Hindu Kush e il fiume Amu Darya) e Sogdiana (nell'odierno Uzbekistan).
Membro della dinastia achemenide, Besso salì al potere poco dopo aver ucciso il legittimo sovrano achemenide Dario III (regnante dal 336 al 330 a.C.), e successivamente tentò di evitare che la parte orientale dell'impero cedesse agli attacchi del re macedone Alessandro Magno (r. 336-323 a.C.). Il suo regno cominciò a collassare in fretta per via degli assalti stranieri, inclusa la Battriana, che rappresentava il centro principale del suo dominio. Dopo essersi recato in fuga in Sogdiana, fu arrestato dai suoi stessi ufficiali, che lo consegnarono ad Alessandro, il quale lo fece giustiziare a Ecbatana.
Besso appare nell'epopea persiana dell'XI secolo Shāh-Nāmeh con il nome di Janusipar/Janushyar.

## Nome
"Besso" (Βήσσος) è la traslitterazione dal greco del nome antico persiano *Bayaçā ("proteggere dalla paura"). Artaserse è la versione latina (Artaxerses) tratta dal greco Artaxerxes (Αρταξέρξης), a sua volta derivante dall'antico persiano Artaxšaçā (𐎠𐎼𐎫𐎧𐏁𐏂𐎠, "colui che regna con giustizia"). In altre lingue è conosciuto come Ir-tak-ik-ša-iš-ša in elamico, Ir-da-ik-ša-iš-ša in accadico, Ar-ta-ʾ-ḫa-šá-is-su e in medio e moderno persiano Ardašīr.

## Biografia

### Origini
Non si sa nulla del passato di Besso, tranne che apparteneva alla dinastia regnante degli Achemenidi. Durante il regno del re dei re Dario III (regnante dal 336 al 330 a.C.), Besso fu nominato satrapo della Battriana, un'importante provincia nella parte orientale dell'impero. La Battriana, che era stata sotto il dominio achemenide dal 545–540 a.C., viveva da tempo una stagione di prosperità ed era molto popolosa. Come dimostrano i ritrovamenti archeologici, l'agricoltura, il commercio e l'artigianato erano fiorenti nell'area. Pare che la carica di satrapo della Battriana corrispondesse in alcuni frangenti storici a quella di un «vice-re attivo a est».
In qualità di satrapo della Battriana, Besso poté esercitare il suo governo in Sogdiana a nord e sulle regioni che confinavano con l'India. Uno dei grandi risultati che conseguì riguardò l'essersi assicurato la lealtà dei gruppi nomadi iranici in Asia centrale, dei Saci, dei Dahai e dei Massageti. Secondo l'iranologo Richard Foltz, le satrapie orientali rappresentavano praticamente una sorta di dominio personale di Besso. Dopo la sconfitta riportata dai persiani nella battaglia di Isso contro il re macedone Alessandro Magno (r. 336-323 a.C.) nel 333 a.C., Dario III convocò Besso allo scopo di chiedergli aiuto.
Besso in seguito prese parte alla battaglia di Gaugamela contro Alessandro nel 331 a.C., dove mise a disposizione di Dario III un contingente composto da Battriani, Sogdiani, Indiani, e dei Saci che gli avevano prestato fedeltà. In veste di comandante, guidò la cavalleria sinistra delle forze persiane, con l'intenzione di stroncare l'attacco di Alessandro su quel fianco. A seguito della sconfitta persiana nella battaglia, Besso seguì Dario III nella sua fuga verso la città di Ecbatana in Media. Là Besso cospirò per detronizzare Dario III con altri nobili persiani, tra cui il chiliarca Nabarzane e Barsente, il satrapo dell'Arachosia e della Drangiana. I congiurati fecero arrestare Dario III a metà del 330 a.C. e Besso salì al ruolo di guida delle forze achemenidi, probabilmente favorito dal suo legame con la discendenza achemenide. L'arresto di Dario III fornì ad Alessandro Magno il pretesto per etichettare Besso alla stregua di un usurpatore e vendicare per questo il rovesciamento del legittimo sovrano. In fuga dalle forze macedoni che lo inseguivano, Besso e i ribelli trasportarono Dario III su di un carro coperto, a quanto si dice con catene d'oro. Al fine di guadagnare un po' di tempo per la loro fuga, Besso e i cospiratori uccisero Dario III e lasciarono il suo corpo lungo la strada. L'omicidio ebbe luogo, nel luglio del 330 a.C., vicino a Ecatompilo. Le spoglie di Dario III furono poi ritrovate da Alessandro, che lo fece seppellire nella cripta reale a Persepoli.

### Regno

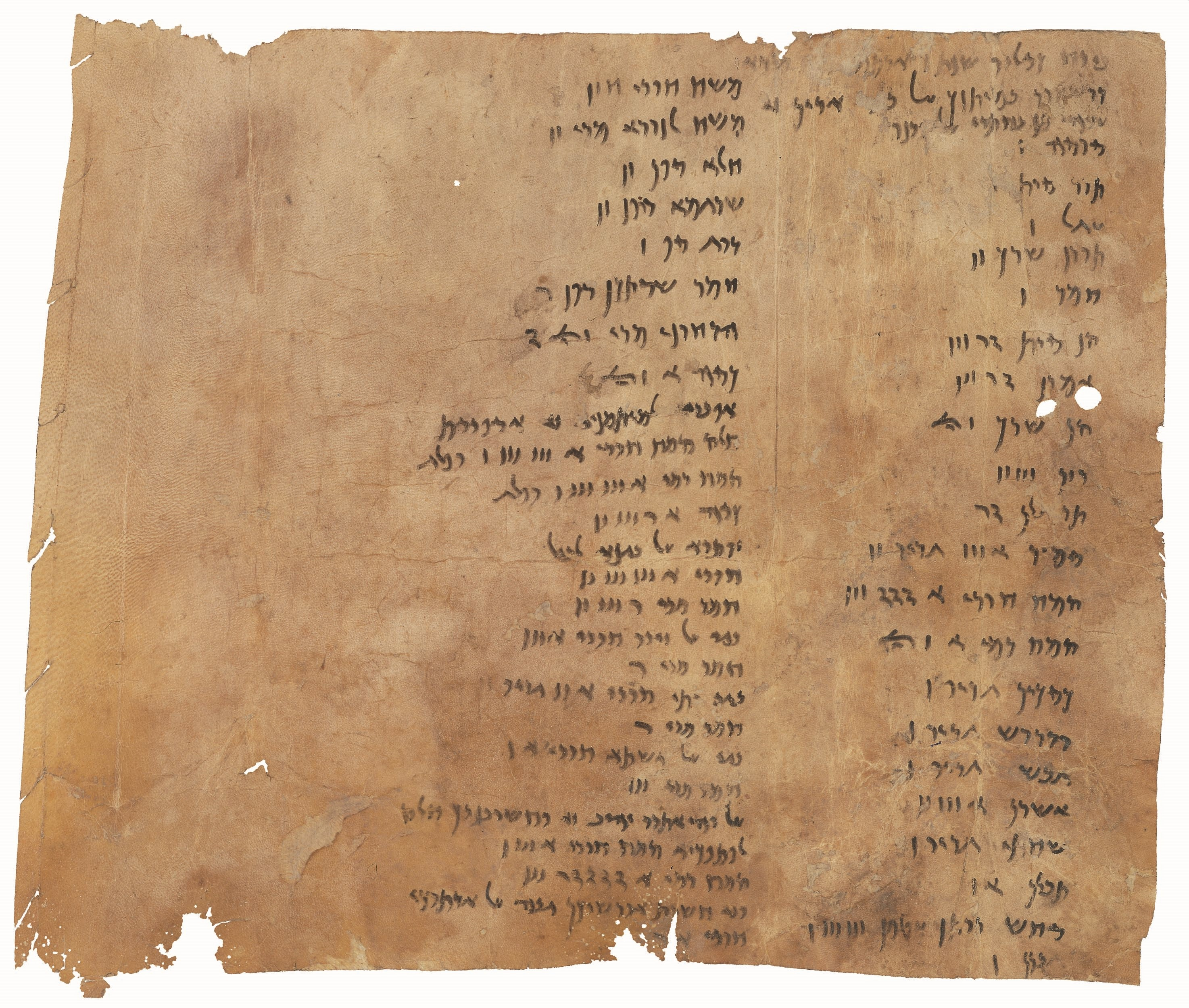
Elenco degli approvvigionamenti destinati a Besso nel novembre-dicembre 330 a.C.; elenco tratto da una raccolta di documenti amministrativi achemenidi

Nell'autunno del 330, nella città di Bactra, Besso si dichiarò re dei re dell'impero achemenide, assumendo il nome reale di Artaserse V. Lì tentò di preservare il controllo della parte orientale dell'impero contro Alessandro. Il suo dominio comprendeva la Battriana come centro principale, la Sogdiana, amministrata da ufficiali come Spitamene e Ossiarte, le tribù nomadi iraniane dell'Asia centrale, l'Aria, governata dal satrapo Satibarzane, che inizialmente si era arreso ad Alessandro, l'Arachosia-Drangian gestita da Barsente, la Partia e l'Ircania, gestite da Nabarazano dopo la sua nomina da parte del monarca persiano e, infine, l'India occidentale. L'usurpazione di Besso e la rinvigorita resistenza in Asia centrale rappresentarono una spina del fianco per i Macedoni. Si temeva che, non affrontando Besso, il cambio di governo in Persia sarebbe stato ritenuto legittimo, evento che avrebbe reso il pretesto avanzato da Alessandro è relativo alla morte di Dario III irrilevante. Di lì a poco, l'impero di Besso iniziò rapidamente a crollare; Nabarzane, rendendosi conto che la sua situazione appariva compromessa, si arrese ad Alessandro e fu graziato per via della mediazione di Bagoas. Besso fu sconfitto e ucciso dalle forze macedoni nel 329 a.C. Più o meno nello stesso periodo, Barsente fuggì in India per sfuggire alle truppe ostili.
Secondo lo storico greco del I secolo a.C. Diodoro Siculo (morto nel 30 a.C.), Besso aveva ipotizzato di difendere la Battriana e aveva esortato i suoi abitanti a lottare per la propria indipendenza. Egli riuscì a radunare 8.000 battriani giunti da quella satrapia, forse i sopravvissuti tra le truppe che avevano combattuto sotto di lui a Gaugamela. Tuttavia, molti di quei soldati abbandonarono le armi dopo aver ricevuto la notizia che Alessandro aveva attraversato l'Hindu Kush. Anziché allestire delle difese, Besso fuggì in Sogdiana attraversando l'Oxus, dove sperava di ottenere aiuto dai Sogdiani, dai Corasmi e dagli «Sciti che abitavano oltre il fiume Tanais». La sua fuga dalla Battriana spinse molti dei suoi sostenitori ad abbandonare quella regione. Lo storico canadese Waldemar Heckel ipotizza che Besso potrebbe non essere stato un personaggio molto popolare e aggiunge che i suoi sostenitori più importanti o erano stati uccisi o erano fuggiti. Gli eparchi e gli aristocratici locali della Battriana e della Sogdiana si resero allora conto di essere isolati, ragion per cui la prospettiva di ottenere una vittoria, quanto più sontuosa possibile, appariva quasi utopica.

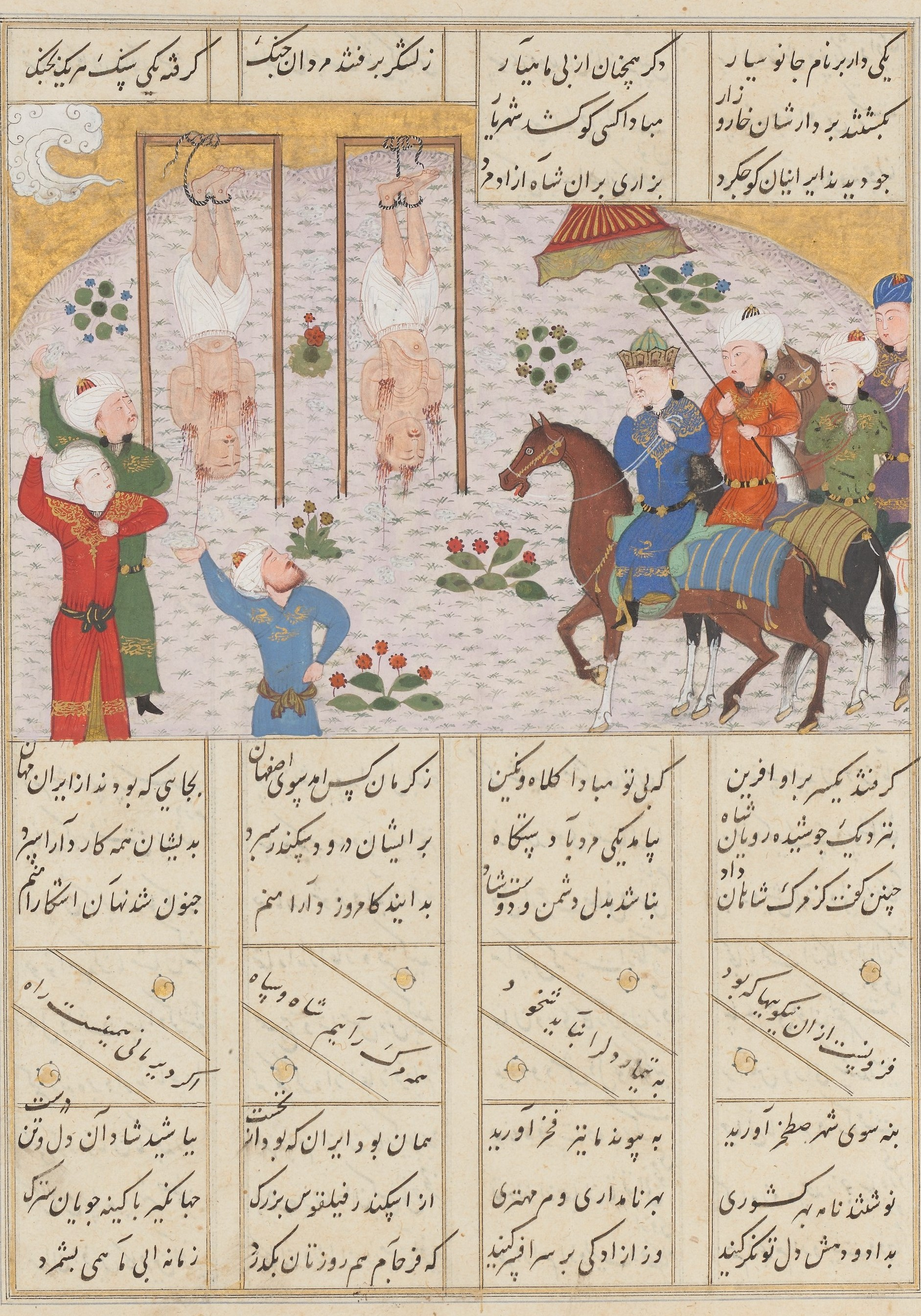
"Alessandro giustizia Janushyar e Mahiyar, gli uccisori di Dario". Folio di un manoscritto dello Shāh-Nāmeh ("Il libro dei re") di Firdusi. Realizzato a Shiraz, è datato al 1482

Alessandro, sin dal suo successo conseguito a Gaugamela, si era comportato «come un sovrano lungimirante», ed era stato in più occasioni riconosciuto quale "re dell'Asia". La sua politica lasciava intuire che egli non aveva intenzione di sopprimere il sistema amministrativo che reggeva l'impero achemenide, con il risultato che i funzionari locali dell'Asia centrale non avrebbero perduto il proprio potere. Inoltre, Alessandro non solo aveva perdonato molti dei suoi vecchi nemici, ma li aveva anche ricollocati al vertice delle precedenti satrapie che guidavano. A Nautaca (l'attuale Shahrisabz) Besso fu arrestato dai suoi ufficiali sogdiani, tra cui Spitamene, Dataferne e Catane, che in seguito lo consegnarono ai macedoni. L'estradizione di Besso avvenne in un insediamento dove era stato condotto con la forza da Spitamene e Dataferne. All'ufficiale di Alessandro Tolomeo spettò il compito di eseguire le istruzioni del suo sovrano; per questo motivo, fece portare Besso nudo e lo legò davanti al pubblico dapprima per flagellarlo, poi per mozzargli le orecchie e il naso, una tradizionale pena in vigore nel mondo persiano. Alla fine egli fu mandato a Ecbatana, dove i macedoni lo fecero giustiziare. La procedura fu supervisionata dal fratello di Dario III Ossiarte. Aveva infatti appreso dall'iscrizione di Behistun che Dario I aveva punito in modo simile l'usurpatore Fraorte.
Secondo alcuni storici Besso fu crocifisso nel luogo in cui era stato ucciso Dario III, mentre secondo altri fu torturato e decapitato a Ecbatana. Altri ancora pensano che fu fatto a pezzi in Battriana, dopo essere stato processato all'uso macedone: legato mani e piedi alle cime di due alberi piegati, fu squartato quando le cime furono lasciate di scatto. È tuttavia più probabile che l'usurpatore morì di stenti in prigionia.

## Nella letteratura persiana
Besso fa la sua comparsa nell'epopea persiana dell'XI secolo Shāh-Nāmeh ("Libro dei re") sotto il nome di Janusipar/Janushyar. Vedendosi in una posizione disperata, Janusipar insieme a Mahyar (Nabarzane) uccide Dara II (Dario III) e poi tenta di negoziare con Iskandar (Alessandro), incontrandolo alla fine. Dopo il funerale di Dara, Iskandar fa giustiziare Janusipar e Mahyar.